# Bombay Talkies
The Bombay Talkies Limited war eine indische Filmgesellschaft. Sie wurde 1934 von Himansu Rai in Bombay (heute Mumbai) gegründet.
Das Unternehmen war die erste als public limited company gegründete Filmgesellschaft Indiens und verfügten über schalldichte Studios, eigene Filmentwicklungs- und Schneideräume und ein Preview-Kino. Bombay Talkies führte ein technisch höheres Niveau der Filmproduktion in Indien ein, als dies zuvor üblich war. Dies ist nicht zuletzt darauf zurückzuführen, dass neben europäischer Ausrüstung auch Techniker (Kamera, Beleuchtung) Europäer – hauptsächlich Deutsche um den Münchner Regisseur Franz Osten – waren. Rai hatte mit ihnen bereits in den 1920er Jahren zusammengearbeitet und konnte sie auch für seine neue Filmfirma gewinnen. Die erste Film wurde im Jahr 1935 Jawani Ki Hawa.
Das Unternehmen beförderte die Karrieren zahlreicher indischer Schauspieler. Neben Rais Frau Devika Rani wurde insbesondere ihr häufiger Filmpartner Ashok Kumar zum Star aufgebaut, aber auch Dev Anand, Dilip Kumar und Madhubala begannen hier. Mit dem Film Achhut Kanya (1936) wurde zum ersten Mal das umstrittene Thema der Liebe zwischen einer Dalit-Frau und einem Brahmanen im indischen Film thematisiert.
Nach dem Ausbruch des Zweiten Weltkrieges wurde den deutschen Mitarbeitern von der britischen Kolonialregierung ein Beschäftigungsverbot erteilt und sie wurden zeitweilig verhaftet und später ausgewiesen. Ihre Arbeit war so essentiell für Bombay Talkies, dass Himansu Rai über diesen Ereignissen einen Nervenzusammenbruch bekam, von dem er sich nicht wieder erholte. Nach seinem Tod 1940 übernahm Devika Rani gemeinsam mit Sashadhar Mukerji die Firmenleitung. Unter ihrer Führung entstanden bekannte Filme wie Kangan (1939), Bandhan (1940), Kismet (1943) und Mahal (1949).
Zwischen Devika Rani und ihren Geschäftspartnern kam es zu Unstimmigkeiten, die sich auch auf den Erfolg von Bombay Talkies negativ auswirkten und zur Gründung der Filmgesellschaft Filmistan führten. 1954 wurde Bombay Talkies nach 102 Filmproduktionen aufgelöst. Das ehemalige Studiogelände in Mumbai ist heute in einem verfallenen Zustand.